# Пономарёвка (Башкортостан)
Пономарёвка (Кулига, Старая Кулига) — село в городском поселении город Бирск Республики Башкортостан России. До реформы 2004 года было административным центром Пономарёвского сельсовета Бирского района.  Согласно переписи 2020 года население составляло 1955 человек.

## История
Основано в 1‑й половине 19 в. государственными крестьянами в Бирском уезде. Занимались земледелием.
Справочник "Уфимская губерния. Список населенных пунктов по сведениям 1870 года (СПб., 1877, лист 139) указывает, что деревня Пономарёвка (Старая Кулига) стояла по правою сторону Бирского тракта, была часовня, мельница водяная. Находилось волостное правление, зафиксированное и в 1906 году.
2004 год
К 2004 являлось центром Пономаревского сельсовета.
Закон Республики Башкортостан от 17 декабря 2004 г. N 125-З «Об изменениях в административно-территориальном устройстве Республики Башкортостан, изменениях границ и преобразованиях муниципальных образований в Республике Башкортостан», статья 1. «Изменения в административно-территориальном устройстве Республики Башкортостан», п. 105:
105. Изменить границы Бирского района, Пономарёвского сельсовета и города Бирска согласно представленной схематической карте, передав село Пономаревка Пономаревского сельсовета Бирского района в состав территории города Бирска

## Население
| 2010 |
| ---- |
| 1852 |

В 1865 в 117 дворах проживало 708 человек. В 1906—902 чел.; 1920—987; 1939—1456; 1959—1098; 1989—936; 2002—1651; 2010—1852 человека.

## География
Находилась при рч. Ямурзине

## Инфраструктура
Кирпичный завод(сокр. кирзавод), инкубаторно-птицеводческая станция.
Есть детский сад.
В 1906 зафиксированы церковно-приходская школа, кожевенный завод, 3 бакалейные лавки, хлебозапасный магазин.

## Известные жители
Среди уроженцев Ю. П. Пегишев (2.1.1939, д. Пономарёвка Бирского р‑на БАССР, ныне в составе г. Бирск, — 1.9.2005, Бирск), полный кавалер ордена Трудовой Славы.

## Религия
В селе есть православная церковь Казанской иконы Божией Матери.